# چلناب (ورزقان)

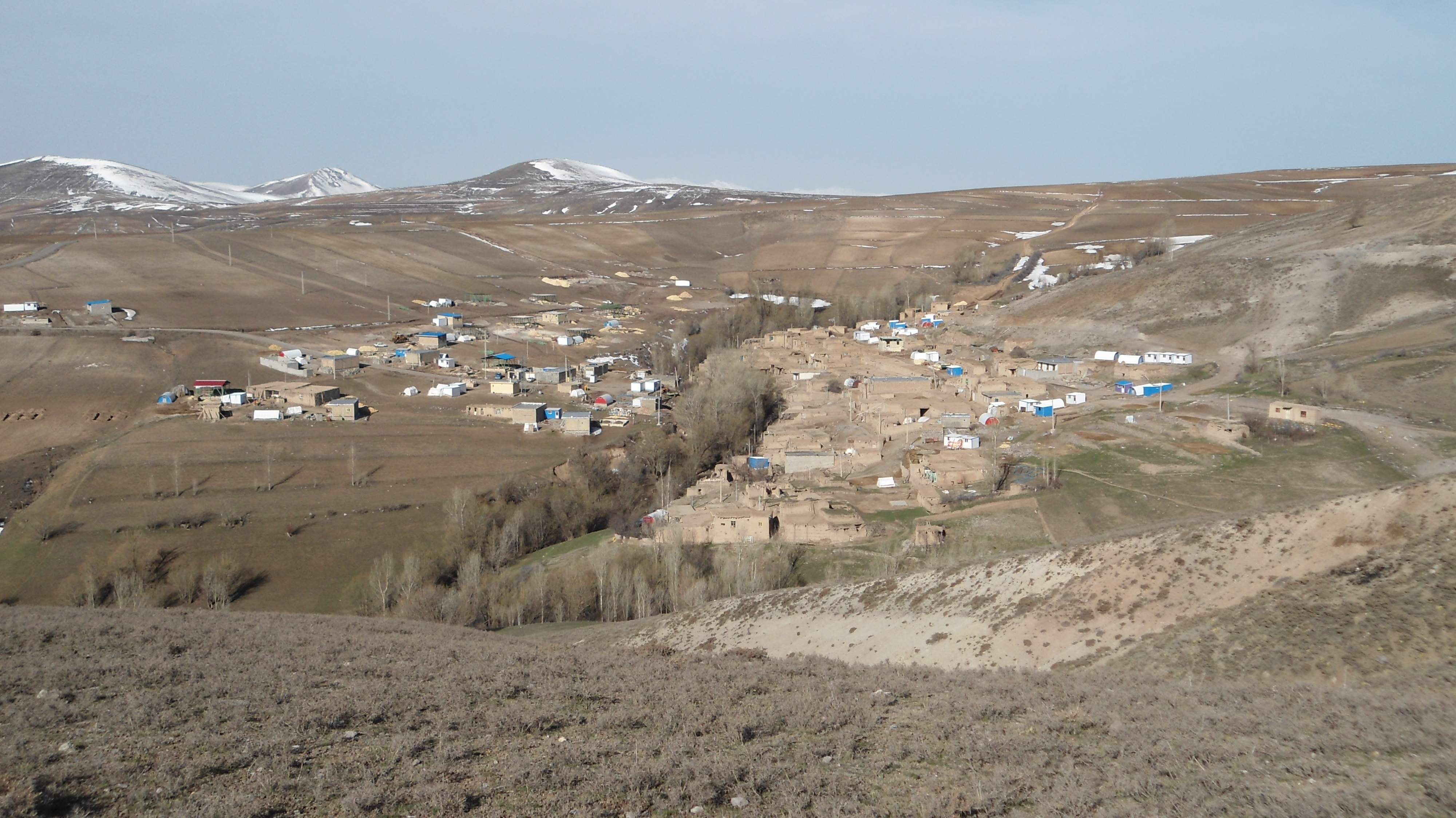

روستای چلناب یکی از روستاهای استان آذربایجان شرقی است که در دهستان ازومدل جنوبی بخش مرکزی شهرستان ورزقان واقع شده‌است.
روستای چلناب از توابع شهرستان ورزقان در استان آذربایجان شرقی قرار گرفته‌است در این روستا حدود ۶۰ خانوار با جمعیت تقریبی ۲۰۰ نفر زندگی می‌کنند و به جرئت می‌توان گفت بیشتر از این تعداد به شهر تبریز و شهرهای دیگر مهاجرت کرده‌اند که دلیل آن کمبود امکانات و نبود کار و درآمد مناسب می‌باشد البته در سال‌های اخیر وضع امکانات بهبود یافته‌است مسافت روستا از شهر ورزقان حدود ۱۵ کیلومتر می‌باشد البته روستا جاهای دیدنی زیادی دارد ازجمله طبیعت زیبا و بکر آن می‌باشد برای مثال تپه ای به نام باش یونجا که قدمت آن مربوط به هزاره قبل از میلاد می‌باشد. شغل اهالی روستا دامداری، کشاورزی، زنبورداری و قالیبافی می‌باشد. از مشکلات جدی روستا، نبودن میدان ورزشی و نبود مدرسه راهنمایی و خانه بهداشت بالاتر می‌باشد.